# Jane Frazee
Jane Frazee (18 de julio de 1918 – 6 de septiembre de 1985) fue una actriz, cantante y bailarina estadounidense.

## Carrera artística
Su verdadero nombre era Mary Jane Frehse, y nació en Duluth (Minnesota). A los seis años de edad, Jane y su hermana mayor Ruth (1909–2001) formaron una pareja de cantantes de vodevil conocidas como The Frazee Sisters. El dúo desapareció en 1940, cuando Frazee actuó en el film de serie B Melody and Moonlight (1940), el primero de cuatro musicales de la serie "Moonlight" que la joven actriz rodó para Universal Studios. Bajo contrato con dicho estudio, actuó en numerosos musicales, destacando entre ellos "Buck Privates", una comedia de 1941 protagonizada por Bud Abbott y Lou Costello. Frazee también trabajó con frecuencia en el género western, tanto para el cine como para la televisión, con estrellas como Roy Rogers, Charles Starrett, Guinn Williams, Clayton Moore, Jock Mahoney, y Gene Autry. 
La actriz finalizó su carrera en Hollywood actuando como "Alice McDoakes" en varios cortos de la serie "Joe McDoakes" entre 1954 y 1956. 

## Vida personal
Tras retirarse de la interpretación, Frazee se dedicó al negocio inmobiliario.
En 1942 se había casado con el actor y director de cine mudo Glenn Tryon. El matrimonio duró cinco años, y la pareja tuvo un hijo, Timothy. 
Jane Frazee falleció en 1985 en Newport Beach, California, a causa de las complicaciones surgidas tras sufrir un ictus.

## Filmografía

### Junto a su hermana Ruth con el nombre de The Frazee Sisters
- Captain Blue Blood (1935)
- Study and Understudy (1936)
- Up in Lights (1938)
- Rollin' in Rhythm (1939)
- Pharmacy Frolics (1939)
- Arcade Varieties (1939)
- Swing Styles (1939)

### Cine
- Melody and Moonlight (1940)
- Music in the Morgan Manner (1941) (como ella misma)
- Buck Privates (1941)
- Angels with Broken Wings (1941)
- San Antonio Rose (1941)
- Sing Another Chorus (1941)
- Moonlight in Hawaii (1941)
- Hellzapoppin' (1941)
- Don't Get Personal (1942)
- What's Cookin'? (1942)
- Almost Married (1942)
- Moonlight Masquerade (1942)
- Get Hep to Love (1942)
- Moonlight in Havana (1942)
- When Johnny Comes Marching Home (1942)
- Hi'ya, Chum (1943)
- Keep 'Em Slugging (1943) (cameo sin créditos)
- Rhythm of the Islands (1943)
- Beautiful But Broke (1944)
- Cowboy Canteen (1944)
- Rosie the Riveter (1944)
- Swing in the Saddle (1944)
- Kansas City Kitty (1944)
- She's a Sweetheart (1944)
- Practically Yours (1944)
- The Big Bonanza (1944)
- Ten Cents a Dance (1945)
- Swingin' on a Rainbow (1945)
- George White's Scandals (1945)
- A Guy Could Change (1946)
- Calendar Girl (1947)
- Springtime in the Sierras (1947)
- On the Old Spanish Trail (1947)
- The Gay Ranchero (1948)
- Under California Stars (1948)
- Incident (1948)
- Grand Canyon Trail (1948)
- Last of the Wild Horses (1948)
- Rhythm Inn (1951)

### Cortos de Joe McDoakes
- So You Want to Be Your Own Boss (marzo de 1954) [como Alice McDoakes]
- So You Want to Go to a Nightclub (mayo de 1954) [como Alice McDoakes]
- So You're Taking in a Roomer (octubre de 1954) [como Alice McDoakes]
- So You Don't Trust Your Wife (enero de 1955) [como Alice McDoakes]
- So You Want to Be a Gladiator (marzo de 1955) [como Alice McDoakes]
- So You Want to Build a Model Railroad (agosto de 1955) [como Alice McDoakes]
- So You Think the Grass is Greener (enero de 1956) [como Alice McDoakes]
- So You Want to Play the Piano (mayo de 1956) [como Alice McDoakes]